# Саркокси (Мисури)
Саркокси (енгл. Sarcoxie) град је у америчкој савезној држави Мисури.

## Демографија
По попису из 2010. године број становника је 1.330, што је 24 (-1,8%) становника мање него 2000. године.
| Група             | 2000.         | 2010.         |
| Белци             | 1.289 (95,2%) | 1.260 (94,7%) |
| Афроамериканци    | 1 (0,1%)      | 2 (0,2%)      |
| Азијати           | 0 (0,0%)      | 6 (0,5%)      |
| Хиспаноамериканци | 11 (0,8%)     | 18 (1,4%)     |
| Укупно            | 1.354         | 1.330         |